# ووکاش تارگش
ووکاش تارگُش (لهستانی: Łukasz Targosz؛ ‏ تلفظ در لهستانی: [ˈwukaʂ ˈtarɡɔʂ]؛ ‏ زادهٔ ۲۰ فوریهٔ ۱۹۷۷) موسیقی‌دان و آهنگساز اهل لهستان است.
از فیلم‌ها یا مجموعه‌های تلویزیونی که وی در آن‌ها نقش داشته‌است، می‌توان غیرمجازها، همه دوستان من مرده‌اند، فرصت دوباره، خبرچینان، بدنامی، هانس کلوس، قماری بالاتر از زندگی، آب‌شدگی، نشانه‌گذاری‌شده، در اعماق جنگل، مایکا، اولا بی‌ریخته، پزشکان، مرز، قانون حقیقی، قرارداد، دهن‌به‌دهن، نامه به بابا نوئل، نامه به بابا نوئل ۲، نامه به بابا نوئل ۳ و دوستان اشاره نمود.